# A Human Murder Weapon
A Human Murder Weapon (en japonés:  人間兇器 愛と怒りのリング,  Ningen Kyōki: Ai To Ikari No Ringu?) es una película de acción japonesa de 1992 dirigida por Takashi Miike. Lanzada en Japón el 10 de junio de 1992 directamente en VHS para el mercado del V-Cinema, fue el primer trabajo de muchos, en el que Takashi Miike basaría su película en un manga. En este caso en un manga de Ikki Kajiwara y Nobuo Nakano.

## Argumento
La película narra la historia de un joven luchador al que llaman “Karate Kid”, el cual es obligado por un promotor, a competir en sangrientas peleas en un club de lucha clandestina.

## Reparto
| Actor                 | Papel                                         |
| --------------------- | --------------------------------------------- |
| Megumi Kudô           | Joven madre                                   |
| Yoshika Maedomari     | Trituradora                                   |
| Hisao Maki            | Profesor Omoto                                |
| Chika Matsui          | Novia de Karate Kid                           |
| Daisuke Nagakura      | Jin. Karate Kid                               |
| Eisaku Shindô         | Promotor clandestino                          |
| Combat Toyoda         | Luchadora con tacones                         |
| Atsushi Ohnita        | Autopromotor de FMW                           |
| Wayne Jones           | Luchador Negro                                |
| Bill Costa            | luchador americano                            |
| John Holley           | luchador americano                            |
| Sol Truehill          | luchador americano                            |
| Kenneth Rivers        | luchador americano                            |
| Sylvester A. Anderson | Luchador negro alto (como Sylvester Anderson) |

## Recepción
Reseña de Asian Movie Pulse, por el crítico Panos Kotzathanasis: «Al final, “A Human Murder Weapon” logra ofrecer algo de entretenimiento, al menos para aquellos a quienes no les importan los bajos presupuestos y la incoherencia».
En "Midnight Eye visions of japanese cinema", Tom Mes, crítico de cine y escritor, con dos libros editados sobre Takashi Miike, explico la dificultad del rodaje y comento: «A Human Murder Weapon es, a pesar de todo, extrañamente eficaz. Sólo hace falta pasar una noche en el sofá con un grupo de amigos y unas abdominales para disfrutarlo plenamente. Lo cual, dejando de lado los recientes elogios de la crítica para su director, es, después de todo, para lo que están hechas las películas de acción directamente en video».